# Ijigayehu Amha Selassie
Ijigayehu Amha Selassie, född 1936, död 1976, var en etiopisk prinsessa, dotter till kronprins Amha Selassie.
I samband med avskaffandet av monarkin 1974 blev hon liksom många andra medlemmar av den före etta kejserliga familjen fängslade av dergregimen. Hon avled av medicinska komplikationer i fängelset 1976.